# Södermanland
Le Södermanland, ou la Sudermanie en français, est une province historique de Suède située sur la côte est, au sud de Stockholm.
En Suède, le nom de la province est souvent abrégé en Sörmland.

## Géographie
Le Södermanland est situé entre le lac Mälar au nord et la mer Baltique au sud et à l'est. Au sud, la frontière avec l'Östergötland est constituée par la forêt de Kolmården.

Le terrain est plat, son altitude la plus élevée étant 124 m, constitué en grande partie de creux remplis d'eau recouverts de bois sur les hauteurs.

## Histoire
Le Södermanland est l'une des plus anciennes provinces suédoises.
Des peuplements s'y sont probablement installés au début de l'âge de pierre, dont datent les premiers vestiges.
De l'ère viking, il reste plus de 300 pierres runiques.

La plus ancienne ville avec le statut de ville du Södermanland a été Södertälje, avec un privilège accordé vers 1000. Stockholm a obtenu le privilège au XIIIe siècle.
Magnus Ladulås, roi de Suède à partir de 1275, reçut la province en 1266 et s'installa dans le manoir de Nyköping. Nyköping est devenue l'une des villes les plus importantes de Suède. En 1317, Nyköping fut le lieu du tristement célèbre banquet de Nyköping où le roi Birger fit assassiner ses deux frères avec qui il partageait la couronne.

Le 6 juin 1523, le roi Gustave Ier Vasa, surnommé le père de la nation suédoise, fut couronné à Strängnäs. La date du 6 juin est commémorée comme la fête nationale de la Suède.

## Liste de ducs de Södermanland
- Le prince Éric (1282-1318)
- Le prince Charles (1604), futur roi Charles IX (1550-1611)
- Le prince Gustave-Adolphe (1611), futur roi Gustave II Adolphe (1594-1632)
- Le prince Charles-Philippe (1601-1622)
- Le prince Charles (1809), futur roi Charles XIII (1748-1818)
- Le prince Oscar (1844), futur roi Oscar Ier (1799-1859)
- Le prince Charles-Oscar de Suède (1852-1854)
- Le prince Guillaume de Suède (1884-1965)
- Le prince Alexandre de Suède (depuis 2016)

## Sources
- (en) Cet article est partiellement ou en totalité issu de l’article de Wikipédia en anglais intitulé « Södermanland » (voir la liste des auteurs).